# Wirowsko
Wirowsko (bułg. Вировско) – wieś w północnej Bułgarii. Znajdująca się w obwodzie Wraca, w gminie Wraca.